# Indianapolis Motor Speedway
Indianapolis Motor Speedway i Indianapolis, Indiana, USA är världens näst äldsta ännu existerande tävlingsbana för motorsport. Indianapolis Motor Speedway är också den största sportarenan i världen efter publikkapacitet med sittplats för cirka 257 000 åskådare. Banan ägs av Penske Entertainment.
Efter att Carl Fisher besökt Europa under tidigt 1900-tal, och där sett biltävlingar på Brooklands i England, bestämde han sig för att bygga en tävlingsbana för motorsport hemma i Indiana, som låg i framkant i den amerikanska bilindustrin som växte fram. Carl Fisher hittade en lämplig plats att bygga tävlingsbanan på, och banans utformning bestämdes till en rektangulär oval med banlängd 2,5 miles. År 1909 hölls den första tävlingen, National Balloon Race, medan banan fortfarande var under konstruktion. När banan så var klar för motorracing satte man igång, men banans underlag var alltför farligt, då den var gjord av grus, blandat med tjärolja. Vid den första tävlingen dog en förare, två mekaniker och två åskådare. Många av förarna fick skador i ansiktet från grus som flög upp i cockpiten. Resterande tävlingar sköts upp och det bestämdes att ett nytt underlag skulle läggas. Det nya underlaget man lade var dåtidens mest moderna underlag - tegelstenar. Totalt 3,2 miljoner tegelstenar lades inom loppet av 63 dagar. Tegelstenarna lades med en oerhörd precision, variationen var inte mer än 3/8 tum för varje tolv fot. Man konstruerade även skyddsbarriärer längs banan. Efterföljande tävlingar blev stora succéer med väldigt få incidenter. Tegelstenarna har gett upphov till smeknamnet "The Brickyard", inte förrän på 60-talet asfalterade man om hela banan. På start- och mållinjen lämnades tegelstenarna kvar och denna del av banan är känd under namnet "Yard of bricks", och det är tradition att vinnaren av Indianapolis 500 kysser tegelstenarna.  
På sommaren 1910 satte bröderna Wright ett nytt höjdrekord med ett av sina flygplan vid banan, då "Aviation week" anordnades. Det nya höjdrekordet löd 1336 meter.  
Efter att det nya underlaget var klart anhölls flera tävlingar, och de stora antalet åskådare övertygade Carl Fisher att han skulle tjäna mest pengar om han anordnade endast ett lopp per år. Fisher ville anordna ett långt lopp, och bestämde att loppet skulle vara 500 miles, eller 200 varv. Indianapolis 500 föddes, och blev omedelbart en jättesuccé. Året var 1911 Prispengarna uppgick till 25.000 dollar, vilket var en enorm summa på den tiden. Ray Harroun segrade.   
År 1917 stängdes banan för motorsport och användes istället som ett flygfält för det amerikanska flygvapnet, efter att USA klivit in i Första världskriget. 
Carl Fisher fortsatte som president för Indianapolis Motor Speedway fram till 1927, då han sålde banan till Eddie Rickenbacker. Rickenbacker körde i alla lopp, förutom ett, före kriget. Han gjorde sig känd under kriget som USA:s främste pilot med 26 bekräftade nedskjutningar av fiendeplan. Detta med endast fem veckors träning. Rickenbacker byggde omedelbart en golfbana på innerplan, vilken fortfarande finns kvar idag. 
Banan stängde i fem år under Andra världskriget och lämnades åt sitt öde. När kriget gick mot sitt slut 1945 besökte trefaldige Indy 500-vinnaren Wilbur Shaw banan, där han skulle testköra. När Shaw kom till banan chockades han av banans förfall och fick veta att ägaren Eddie Rickenbacker ville sälja banan. Wilbur Shaw började genast leta efter en köpare och fann Tony Hulman, som köpte banan av Rickenbacker i slutet av 1945. Hulman började genast att restaurera banan. Banan var i så dåligt skick att det växte ogräs mellan tegelstenarna, och läktarna hade börjat förfalla. Hulman var fast besluten att anordna "Indy 500" redan 1946. Banan hann precis bli klar i tid. Det fanns en oro från Hulmans sida, att intresset för motorsport hade falnat efter kriget. Det visade sig inte stämma - loppet blev en succé och det var ett mycket stort antal åskådare på plats. 
Slutligen, 1961, asfalterade man över de sista kvarvarande tegelstenarna på banan. Man lämnade kvar en bit tegelstenar vid "Yard of Bricks" på start- och mållinjen. 
Tony Hulman kom att äga Indianapolis Motor Speedway fram till sin död, och den ägdes av Hulman-familjen ända fram till 2019 då Roger Penske köpte den. 
I USA är tävlingen Indianapolis 500 en av motorsportårets stora händelser. Här kördes även formel 1, Indianapolis Grand Prix 1950–1960 och USA:s Grand Prix 2000–2007. En annan känd tävling som körs på banan är Brickyard 400. Från och med 2008 kör MotoGP en årlig deltävling på banan, som därmed arrangerar tre evenemang varje säsong.
Till skillnad från ovalbanan, som går moturs, går MotoGP-banan, som bara delvis följer ovalen, medurs.